# Nyckelbiotop

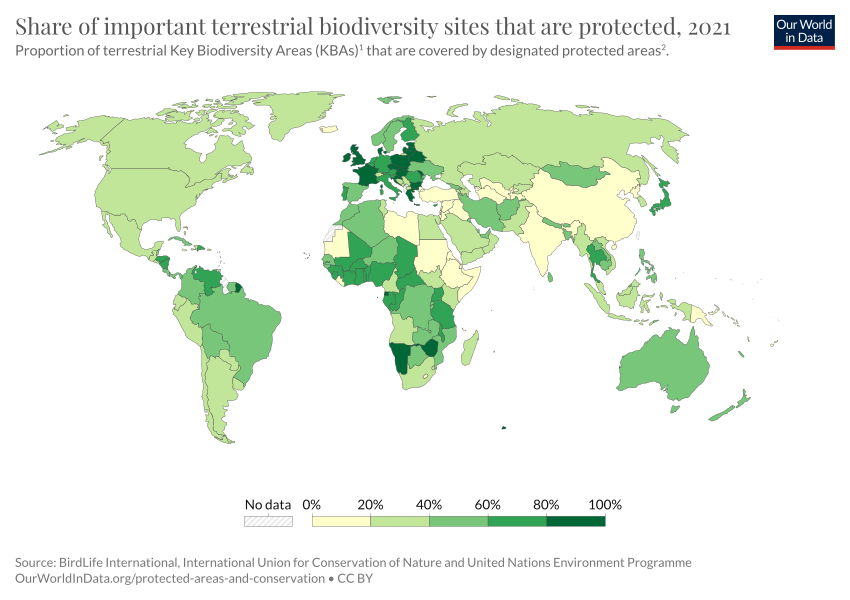
andel skyddade biotopmiljöer i procent

 Nyckelbiotop är ett naturområde som från en bedömning av biotopens struktur, artinnehåll, historik och fysiska miljö har stor betydelse för markens flora och fauna. I en nyckelbiotop finns, eller kan förväntas finnas, rödlistade arter.

## Inventering
Nyckelbiotoper i Sverige är har kartlagts i en stor nationell inventering. Nyckelbiotopsbegreppet är från början ett svenskt begrepp, som lanserades av Skogsstyrelsen i början av 1990-talet och som senare har spridits till Norge, Finland och de baltiska länderna. 
Nyckelbiotopsinventeringen är en av de största kartläggningar av värdefull natur som har gjorts i Sverige. Fram till idag har över 100 000 nyckelbiotoper registrerats, och tillsammans täcker de cirka två procent av den produktiva skogsmarken.
Inventeringar i Sverige hade 2021 definierat ett 50-tal typer av nyckelbiotoper. Flera kan tillkomma. 
En nyckelbiotop kan vara stor som en hel skog eller liten som ett enda särskilt skyddsvärt träd. I dessa kan finnas en stor variation: olikåldriga träd, en del unga, en del gamla, en del döda och ett stort utbud av både träd, svamp- och växtarter. 

## Forskning
Forskningen om nyckelbiotoper påbörjades på 1990-talet. Det finns nu starka belägg för att nyckelbiotoperna verkligen har ett rikare växt- och djurliv än omgivningarna. Många studier visar också att de små nyckelbiotoperna är känsliga för avverkning i omgivande skog, eftersom kanteffekterna är stora. Nyckelbiotoperna verkar också vara viktiga i ett landskapsperspektiv. Trots att de ofta är små är de fördelade i landskapet och kan fungera som ett nätverk där arter kan överleva och sprida sig.

## Debatt
En nyckelbiotop är inte automatiskt skyddad enligt lag. I praktiken råder dock ett avverkningsstopp för skogsägare som är certifierade, eftersom certifieringen innebär att anslutna företag och markägare inte tillåts att handla med virke från nyckelbiotoper. Det har lett till kontroverser, och under 2017 införde Skogsstyrelsen ett inventeringsstopp som senare byttes mot besked om nya statliga medel för fortsatt inventering och utökat skydd.
Ett särskilt konfliktområde är nordvästra Sverige, där enskilda nyckelbiotoper ofta är stora och täcker en större del av skogsmarken än i övriga landet. För detta område har Skogsstyrelsen gjort en nulägesbekrivning  och en sammanfattning av det vetenskapliga underlaget.
För närvarande[när?] pågår en samverkansprocess om nyckelbiotoper, ledd av Skogsstyrelsen och med medverkan av andra intressenter.

## Nyckelbiotoper enligt Skogsstyrelsen
- Alsumpskog
- Aspskog
- Barrnaturskog
- Barrskog
- Barrträd
- Bergbrant
- Bestånd med idegran
- Betad skog
- Blandsumpskog
- Brink
- Bäckdal
- Fuktig ängsmark
- Gransumpskog
- Hagmark
- Hassellund
- Hedädellövskog
- Hällmarksskog
- Kalkbarrskog
- Kalklövskog
- Kanjondal
- Källpåverkad mark
- Liten sprickdal
- Lövbränna
- Lövnaturskog
- Lövrik barrnaturskog
- Lövrik barrskog
- Lövskogslund
- Lövsumpskog
- Lövträdsrika skogsbryn
- Löväng
- Lövängsrest
- Myr- och skogsmosaik
- Naturlig skogsbäck
- Rasbrant
- Ravin
- Rikkärr, eller kalkkärr
- Sandbarrskog
- Sekundär lövnaturskog
- Sekundär ädellövnaturskog
- Småvatten
- Strandskog
- Tallsumpskog
- Vattenfallskog
- Åsgranskog
- Ädellövnaturskog
- Ädellövskog
- Ädellövskog (abiotiska faktorer)
- Ädellövsumpskog
- Ädellövträd
- Örtrik allund
- Örtrikt bäckdråg
- Övriga lövträd